# Victoria Stadium (Northwich)

Victoria Stadium är en fotbollsstadion som ligger i Wincham utanför Northwitch i Cheshire i England. Arenan kallas även för Marston's Arena. Den är hemmaarena för Northwich Victoria FC sedan 2005 och har plats för 4 500 åskådare, varav 1 200 sittande.